# Liste der Biografien/Matk
Liste der Biografien |
Portal Biografien |
Personensuche
# |
A |
B |
C |
D |
E |
F |
G |
H |
I |
J |
K |
L |
M |
N |
O |
P |
Q |
R |
S |
T |
U |
V |
W |
X |
Y |
Z |
?
 
Ma |
Mb |
Mc |
Md |
Me |
Mf |
Mg |
Mh |
Mi |
Mj |
Mk |
Ml |
Mm |
Mn |
Mo |
Mp |
Mq |
Mr |
Ms |
Mt |
Mu |
Mv |
Mw |
Mx |
My |
Mz
 
Maa |
Mab |
Mac |
Mad |
Mae |
Maf |
Mag |
Mah |
Mai |
Maj |
Mak |
Mal |
Mam |
Man |
Mao |
Map |
Maq |
Mar |
Mas |
Mat |
Mau |
Mav |
Maw |
Max |
May |
Maz
 
Mata |
Matb |
Matc |
Mate |
Matf |
Math |
Mati |
Matj |
Matk |
Matl |
Matm |
Matn |
Mato |
Matr |
Mats |
Matt |
Matu |
Matv |
Matw |
Maty |
Matz
Die Liste der Biografien führt alle Personen auf, die in der deutschsprachigen Wikipedia einen Artikel haben. Dieses ist eine Teilliste mit 20 Einträgen von Personen, deren Namen mit den Buchstaben „Matk“ beginnt.

## Matk

### Matke
- Matkevich, Mark (* 1978), US-amerikanischer Schauspieler
- Matkevičienė, Laimutė (* 1957), litauische Medizinerin und Politikerin
- Matkevičius, Gintaras, litauischer Gerichtsvollzieher
- Matkevičius, Vilmantas (* 1960), litauischer Basketballtrainer und -spieler
- Matkevičius, Visvaldas (* 1963), litauischer Politiker, Bürgermeister von Panevėžys (2002–2003)

### Matko
- Matko, Aljoša (* 2000), slowenischer Fußballspieler
- Matko, Karl (1940–2024), deutscher Politiker (CDU), MdL
- Matkosky, Dennis, US-amerikanischer Songwriter
- Matković, Draga (1907–2013), deutsche Pianistin
- Matković, Dušan (* 1999), montenegrinischer Wasserballspieler
- Matković, Ivica (* 1953), jugoslawischer Fußballspieler
- Matković, Karlo (* 2001), kroatisch-bosnischer BasketballspielerKarlo Matković (* 2001)

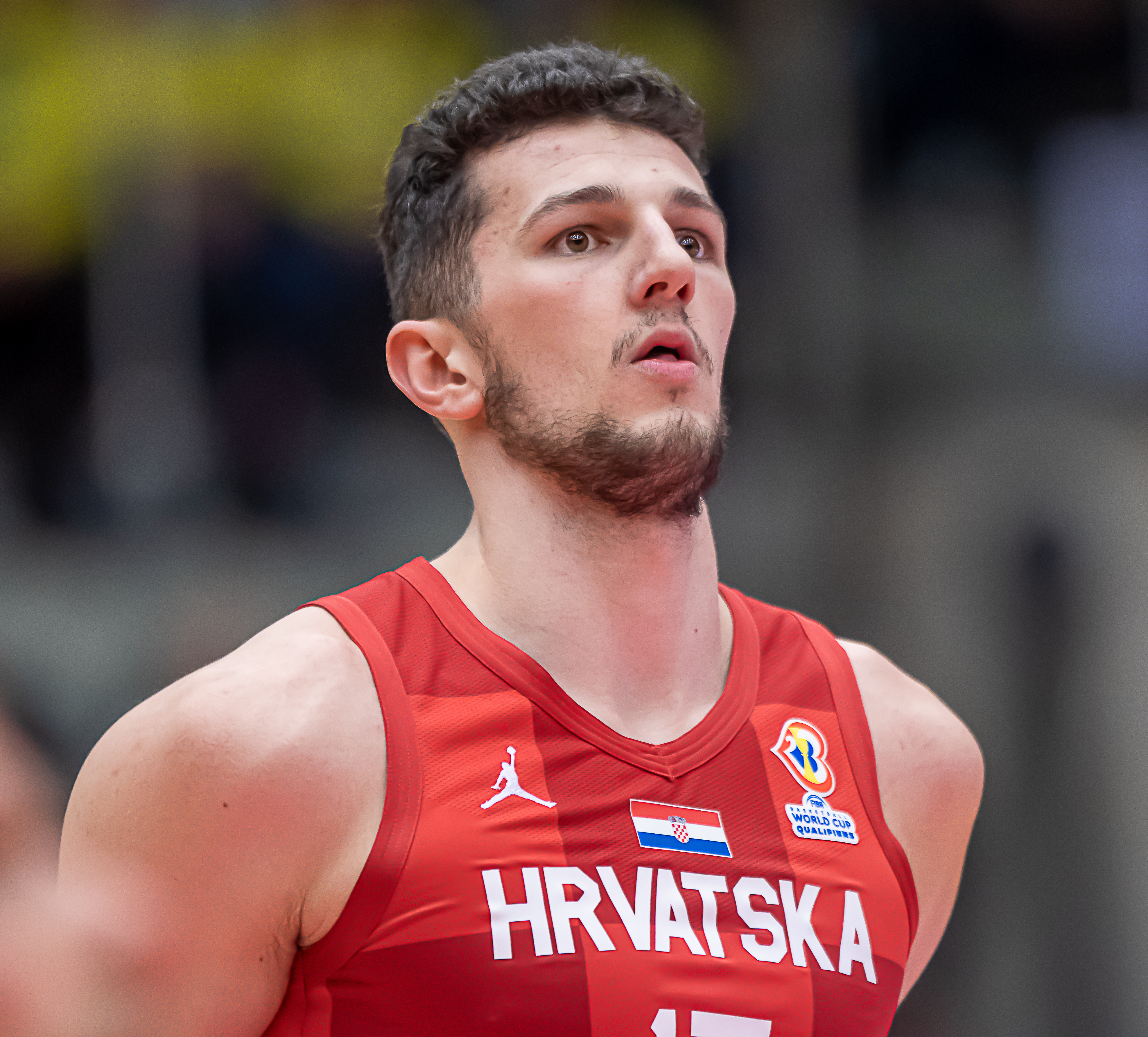
Karlo Matković (* 2001)

- Matković, Mario (* 2003), kroatischer Fußballspieler
- Matković, Zoran (* 1961), jugoslawischer Bogenschütze
- Matkovich, Antony (* 1977), australischer Schwimmer
- Matkowitz, Wolfgang (1937–2012), deutscher Chorleiter und Hörfunkredakteur
- Matkowska, Iwona (* 1982), polnische Ringerin
- Matkowski, Marcin (* 1981), polnischer Tennisspieler
- Matkowsky, Adalbert (1857–1909), deutscher Schauspieler
- Matkowsky, Bernard J. (1939–2020), US-amerikanischer Mathematiker